# 花刀蛏
是帘蛤目刀蛏科Ensiculus属的一种。主要分布于台湾，常栖息在潮下带。